# Louppy-le-Château
Louppy-le-Château je francouzská obec v departementu Meuse v regionu Grand Est. Žije zde 163 obyvatel.

## Geografie

### Sousední obce
| Růžice kompasu | Laheycourt        | Villotte-devant-Louppy | Lisle-en-Barrois  | Růžice kompasu |
| Růžice kompasu | Villers-aux-Vents | Sever                  | Les Hauts-de-Chée | Růžice kompasu |
| Růžice kompasu | Villers-aux-Vents | Louppy-le-Château      | Les Hauts-de-Chée | Růžice kompasu |
| Růžice kompasu | Villers-aux-Vents | Jih                    | Les Hauts-de-Chée | Růžice kompasu |
| Růžice kompasu | Laimont           | Val-d'Ornain           | Chardogne         | Růžice kompasu |